# ۳۴ (پیش از میلاد)
۳۴ (پیش از میلاد) ۳۴مین سال قبل از تقویم میلادی است.